# 凤凰周刊
《凤凰周刊》（英語：Phoenix Weekly），是香港凤凰卫视有限公司旗下的时政刊物。在中國大陸由深圳市凤凰星文化产业有限公司全权代理周刊的各项业务。